# زلزال حماة 1157
زلزال حماة 1157 وقع بالقرب من مدينة حماة في شهر أغسطس عام 1157 م / 552 هـ، وقدر عدد الضحايا بعشرات الآلاف.
ويذكر المؤرخ الطرابلسي د. عمر تدمري في كتابه «تاريخ طرابلس السياسي والحضاري عبر العصور» أن الزلزال العظيم هذا أصاب كونتية طرابلس التي كانت تحت الحكم الصليبي في زمن الكونت ريموند الثالث، و«هلك أكثر أهلها»، وهُدم كثيرٌ من أبنيتها (صفحة 364).

## الأضرار
في حلب تهدم أجزاء من سور المدينة وفي حران تشققت الأرض فظهرت آثار مدينة قديمة، وطالت أضراره كل من حمص ومعرة النعمان وطرابلس وبيروت وصور.
وأكبر الأضرار حصلت في مدينة حماة وشيزر، وبه كانت نهاية أسرة بنو منقذ.